# Motocross der Azen
Le Motocross der Azen était une épreuve de motocross classique en ouverture internationale annuelle, juste avant le début de la saison des Grand Prix. Elle se déroulait sur le circuit de Hoef dans le village de Sint Anthonis dans le Brabant-Septentrional. La première édition de cette course a eu lieu le 7 septembre 1947. Le 11 mars 1984, se déroule la dernière course sur le circuit de Hoef. Cet événement majeur aux Pays-Bas, organisé par le Sinttunnisse Motor Club, déménage en 1985 pour le Radio Circuit à Stevensbeek. Mais cela sera pour une seule et dernière édition, l'épreuve disparaissant dès l'année suivante.
Plus de 500 pilotes internationaux ont roulé sur le circuit de Hoef de 1947 à 1985. Parmi eux, de nombreuses légendes du motocross sont venues courir à Sint Anthonis, dont 34 champions d'Europe et du Monde : Bengt Aberg, Hakan Andersson, Leslie Archer, René Baeten, John van den Berk, Fritz Betzlbacher, Dave Bickers, Hakan Carlqvist, Jaromir Cizek, Roger De Coster, John Draper, Harry Everts, Paul Friedrichs, Sylvain Geboers, Torsten Hallman, Ton van Heugten, Neil Hudson (en), Georges Jobé, Heinz Kinigadner, Brad Lackey, Sten Lundin, André Malherbe, Heikki Mikkola, August Mingels, Gennady Moiseev, Bill Nisson, Graham Noyce, Gaston Rahier, Joël Robert, Jeff Smith, Dave Strijbos, Dave Thorpe, Rolf Tibblin, Pekka Vehkonen, Akira Watanabe.
En 2001, une exposition rétrospective a été organisée à Sint Anthonis sur le Motocross der Azen que beaucoup d'anciens pilotes ont visité. Cette exposition a de nouveau eu lieu en 2007 avec une attention particulière accordée à Frans Sigmans (nl), vainqueur de l'épreuve en 1967 et 1968.